# André Pidoux de La Maduère
Pour les articles homonymes, voir Pidoux et Familles Pidoux.
André Pidoux de La Maduère, né à Dole le 26 août 1878 et mort au Perreux le 7 décembre 1955) est un magistrat et historien français.

## Biographie
Né Pierre-André Pidoux, il est le fils de Pierre-Marie Pidoux (1844-1898), administrateur du comptoir d'escompte de Dole, et de Lucile Daloz. Il appartient à une famille de Franche-Comté dont le plus ancien membre connu est Jean-Pierre Pidoux, épicier et bourgeois, né en 1702 à Mièges (Jura).
Par jugement du tribunal civil de Dole du 2 mars 1921, il est autorisé a joindre à son patronyme "Pidoux" le nom "de Maduère" qu'il avait ajouté à son nom,.
Marié en 1902 à Marie Joséphine Jacqueline Jeanne Carol, il est le père de neuf enfants dont Xavier Pidoux de La Maduère (1910-1977), homme politique.

## Carrière
Archiviste paléographe en 1901 et docteur en droit, il est juge au tribunal de Pontarlier.
Il est membre de l’Académie des sciences, belles-lettres et arts de Besançon et de Franche-Comté.

## Honneurs
Camérier d'honneur du pape Pie X. 

## Œuvres
- Une femme de la Révolution : Mme Levasseur-Deshautchamps, 1755-1801, 1897.
- Mon vieux Poligny, 1932. Prix d'Académie 1933.
- Le Vieux Dole, 1931. Prix Thiers 1934.
- Le Vieil Arbois, 1939 chez Bernigaud et Privat, Dijon, réimprimé Librairie Guenegaud, Paris, 1979